# Yesos De Barrachina Y Cutanda
Yesos De Barrachina Y Cutanda este o arie protejată (arie specială de conservare — SAC, sit de importanță comunitară — SCI) din Spania întinsă pe o suprafață de 1.534,72 ha, integral pe uscat.

## Localizare
Centrul sitului Yesos De Barrachina Y Cutanda este situat la coordonatele 40°53′56″N 1°09′46″W / 40.8988°N 1.16265°V.

## Înființare
Situl Yesos De Barrachina Y Cutanda a fost declarat sit de importanță comunitară în iulie 2000 pentru a proteja un număr necunoscut de specii din flora spontană și fauna sălbatică aflate în arealul zonei. Situl a fost protejat și ca arie specială de conservare în februarie 2021.

## Biodiversitate
Situată în ecoregiunea mediteraneană, aria protejată conține 5 habitate naturale: Păduri iberice de Quercus faginea și Quercus canariensis, Vegetație gipsofilă iberică (Gypsophiletalia), Lande oro-mediteraneene cu formațiuni endemice de grozamă, Galerii de Salix alba și de Populus alba, Pajiști alpine și subalpine calcaroase.
La baza desemnării sitului se află un număr nedeclarat de specii protejate.
Pe lângă speciile protejate, pe teritoriul sitului au mai fost identificate 6 specii de plante, 18 specii de păsări, 4 specii de amfibieni, 3 specii de mamifere, 1 specie de reptile.